# Zogang
Zogang, (chữ Tạng: མཛོ་སྒང་རྫོང་; Wylie: mdzo sgang rdzong; ZWPY: Zogang Zong; tiếng Trung: 左贡县; bính âm: Zuǒgòng Xiàn, Hán Việt: Tả Cống huyện) là một huyện của địa khu Qamdo (Xương Đô), khu tự trị Tây Tạng, Trung Quốc.

### Trấn
- Vượng Đạt (旺达镇)
- Điền Thỏa (田妥镇)
- Trát Ngọc (扎玉镇)

### Hương
| - Đông Bá (东坝乡) - Trung Lâm Khải (中林卡乡) - Mỹ Ngọc (美玉乡) - Hạ Lâm Khải (下林卡乡) | - Bích Thổ (碧土乡) - Nhân Quả (仁果乡) - Nhiễu Kim (绕金乡) |